# Memorick: The Apprentice Knight
Memorick: The Apprentice Knight est un jeu vidéo d'action médiéval et fantastique développé par Microïds et sorti sur Xbox en France le 26 mars 2004.
Benoît Sokal a participé à la réalisation de ce jeu en tant que directeur artistique.

## Trame

### Univers
Dans des temps reculés et merveilleux, aux origines de l'être humain, existait une île dans le ciel du nom d'« Avalon ». Sur cette île se trouvait la déesse Mab. Vint un temps où cette dernière dut quitter l'île. Refusant, un combat s'engagea l'opposant au Roi Arthur (armé de son épée Excalibur), sa demi-sœur Morgane et le mage Merlin. La coalition fut victorieuse. Cependant, dix ans après ces épopées, une nouvelle menace apparaît.